# Kaplica św. Katarzyny Aleksandryjskiej w Mqabbie
Kaplica św. Katarzyny Aleksandryjskiej (malt. Il-Kappella ta’ Santa Katerina ta’ Lixandra, także po prostu Il-Kappella ta’ Santa Katerina, ang. Chapel of St. Catherine) – rzymskokatolicka kaplica przy Triq Santa Katerina w Mqabbie na Malcie. Wchodzi w skład parafii w Mqabbie.

## Historia

### Pierwsza kaplica
Pierwsza wzmianka o kaplicy pojawia się w sprawozdaniu z wizytacji prałata Pietro Dusiny w dniu 8 lutego 1575. Wspomina on, iż kaplica została zbudowana około 1550 na cmentarzu w centrum wioski, obok istniejącej już tam kaplicy św. Piotra(s. 458). Miała kamienną framugę bez drzwi, jeden ołtarz i drewniany obraz tytularny przedstawiający Madonnę, św. Katarzynę i św. Piotra. Prawdopodobnie w 1565, podczas Wielkiego Oblężenia została obrabowana.

W 1598 odwiedził Mqabbę biskup Tomás Gargallo i stwierdził, że kaplica jest w bardzo dobrym stanie. Kolejna wizytacja w 1634 pokazała, że w kaplicy znajdował się kamienny ołtarz, malowane drewniane świeczniki, krzyż i nowy obraz tytularny przedstawiająca Matkę Bożą z Góry Karmel wraz ze św. Katarzyną i św. Andrzejem.

Jednak 13 października 1759, ze względu na zagrożenie zawaleniem, biskup Bartolomé Rull wydał polecenie, aby obie kaplice rozebrać, a na ich miejscu wybudować jedną kaplicę poświęconą św. Katarzynie(s. 458).

### Aktualna kaplica
Pierwszy kamień pod nową kaplicę położył w sierpniu 1764 (lub 1761(s. 458)) ks. Mikiel Ġiocomo Tortella, proboszcz parafii Mqabba(s. 456). Pod nim umieszczono relikwie św. Kandyda, św. Agnieszki i św. Kolumby wraz z medalionem z wizerunkami św. Piotra i św. Pawła. Fundatorem kaplicy był Ġanni (Ġiovanni) Schembri(s. 458).

W Wielkanoc 1774 kaplica, za zezwoleniem ówczesnego biskupa Giovanniego Pellerano została poświęcona przez wspomnianego ks. Tortellę i otrzymała wezwanie św. Katarzyny i św. Piotra.
Do lat 40. XX wieku kaplica była normalnie używana do celów religijnych – poza regularnym odprawianiem mszy świętych, oprócz stałych świąt kościelnych (Wielkanoc, Boże Narodzenie i in.), również uroczyście obchodzono święta patronów świątyni – św. Katarzyny i św. Piotra, a także św. Jana Ewangelisty.
Podczas II wojny światowej w kaplicy składowano różne dekoracje kościelne z zawalonego w wyniku nalotów kościoła parafialnego. Stan ten był kontynuowany również w okresie powojennym, co przy braku zabezpieczenia i jakichkolwiek remontów doprowadziło do dużych zniszczeń, zwłaszcza kamieniarki wewnątrz budynku.
W 2004 lokalny samorząd wraz z Ministerstwem Zasobów i Infrastruktury przeprowadziły prace remontowe kaplicy.

## Architektura

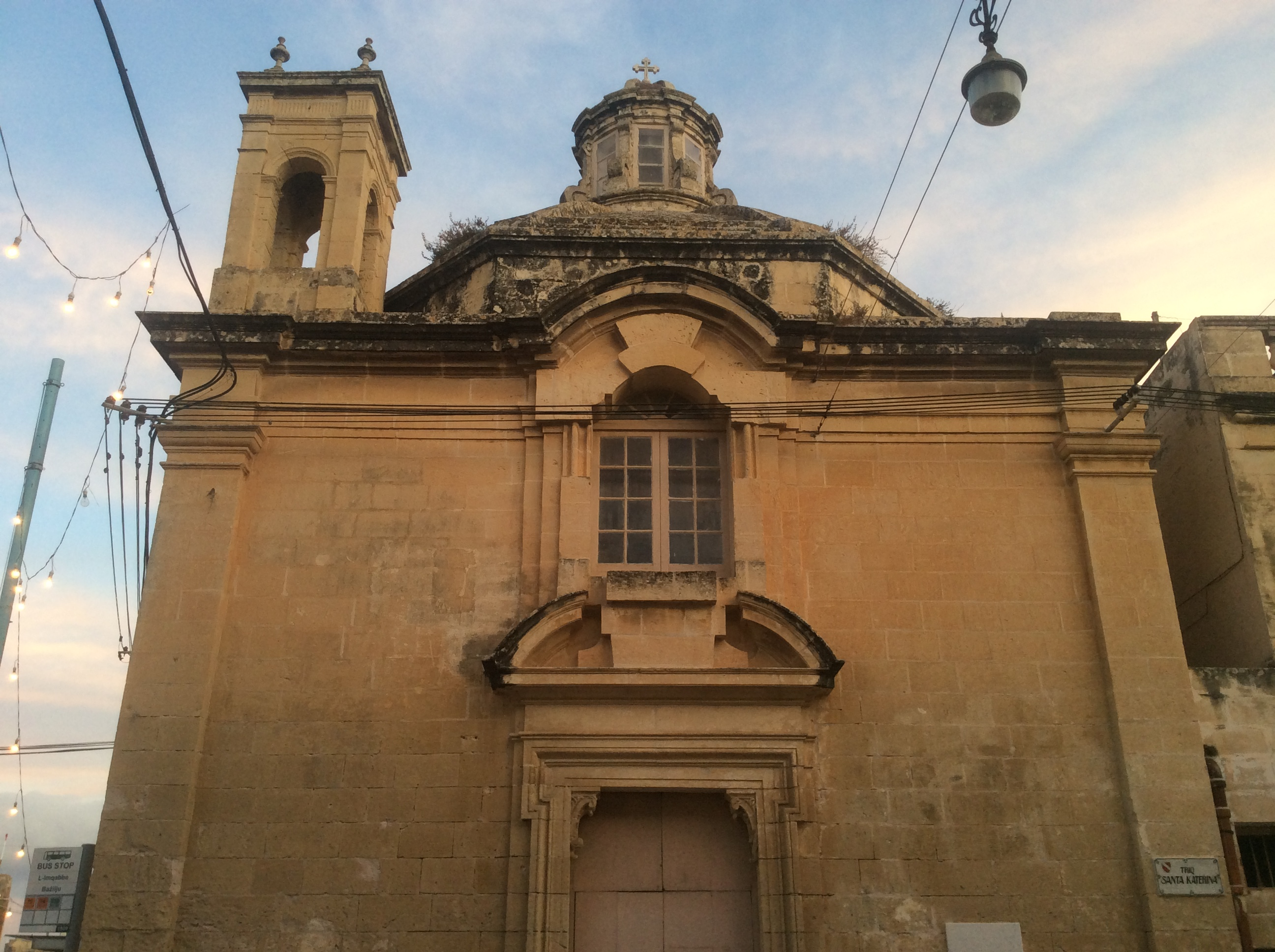
Górna część fasady kaplicy (2015)

### Wygląd zewnętrzny
Kaplica zbudowana została w stylu barokowym, na planie kwadratu. Jej fasada oflankowana jest dwoma gładkimi, płaskimi pilastrami. Jej jedyną dekoracją jest kamienna listwa wokół drzwi, zwieńczona pękniętym frontonem i dużym łukiem zwieńczonym oknem, które doświetla wnętrze kaplicy. Wokół tego okna misternie skomponowana rama. W górnej części okna znajduje się obszerny gzyms z wydatnym zwornikiem. Kaplicę zdobi także m.in. prosta, na planie kwadratu dzwonnica. Obie strony dzwonnicy ozdobione są płaskimi pilastrami i belkowaniem. Dzwonnicę zwieńczono gzymsem i ornamentami architektonicznymi w kształcie urny. Ze względu na odmienny styl konstrukcji, dzwonnica ta prawdopodobnie została dobudowana później. Na dachu kaplicy wznosi się niewielka kopuła wsparta na ośmiokątnym bębnie i zwieńczona małą cylindryczną latarnią z krzyżem. Kaplica ma również dwa okna w bocznych elewacjach.

### Wnętrze kaplicy
Jakkolwiek kaplica jest zbudowana na planie kwadratu, wewnątrz jest okrągła. Wnętrze otoczone jest kilkoma pilastrami, całość bogato zdobiona rzeźbioną kamieniarką, najbardziej rzuca się w oczy framuga okna. Jest tam jeden ołtarz pomalowany we wzór marmuru.
Obraz tytularny, z 1776 nieznanego malarza, przedstawia Mistyczne zaślubiny św. Katarzyny. Ukazana jest na nim Madonna z Dzieciątkiem, św. Katarzyna, św. Jan Ewangelista, zaś za świętą widać modlącą się nieznaną osobę, prawdopodobnie fundatorkę obrazu. W górnej części obrazu widać Ducha Świętego w formie gołębicy, rzucającego promienie na świętą. Chociaż kościół był także poświęcony św. Piotrowi, na obrazie nie jest on ujęty. W prawym dolnym rogu obrazu widać datę roczną „1776 ”, zaś w lewym herb dobrodziejów obrazu oraz litery V.F.G.A. (łac. Votum Fecerunt Gratiam Acceperunt – „Złożyli ślub i otrzymali łaskę”). Obraz tytularny otacza naprawdę piękna, rzeźbiona w kamieniu rama.

## Kaplica dziś
Dziś w kaplicy wciąż są składowane elementy dekoracji świątecznych i figury procesyjne.

## Ochrona dziedzictwa kulturowego
Od 27 września 2013 kaplica jest umieszczona w National Inventory of the Cultural Property of the Maltese Islands pod numerem 1851.